# Sønder Omme
Sønder Omme – miasto w Danii, w regionie Dania Południowa, w gminie Billund.